# テムゲ・オッチギン
テムゲ・オッチギン（Temüge Odčigin、? - 1246年）は、チンギス・カンの末弟で、モンゴル帝国の皇族である。イェスゲイ・バアトルとホエルン夫人との四男で、他の同母兄にはジョチ・カサルとカチウンがいる。

## 名前
『元朝秘史』『元史』などの漢語資料では、帖木格斡惕赤斤（『元朝秘史』巻1・60段）・鉄木哥斡赤斤・帖木格斡赤斤・忒木哥窩真・斡陳那顔など。『集史』などのペルシア語表記では تموكه اوتچكين Tamūka Ūtchikīn と書かれる。『集史』によると、オッチ（ギン）・ノヤン اوتچی نويان Ūtchī Nūyān という名前で知られていたといい、『世界征服者史』でも اوتكين نويان Ūtkīn Nūyān と書かれている。オッチギンとは「炉の番人」の意でありとは、テムゲが母のホエルンの家産を相続する末子であったことからこう呼ばれた。

## 生涯
生年は不詳だが、『元朝秘史』によると、チンギス・カンより6歳年下とされる。
ナイマン討伐で戦功を立て、1219年からのモンゴル帝国の征西では、母のホエルンとともにモンゴル本土の留守を任される。1227年の第五次西夏遠征では、チンギス・カンが率いる本隊とは別行動をとって信都府を攻略した。
1227年にチンギス・カンが没したとき、甥のチャガタイと共にオゴデイを新たなモンゴルの指導者に推戴した。1230年からの第二次対金戦争では、オッチギンは左翼軍を率いて中都から黄河に向かって南下した。オッチギンの軍隊は黄河を渡って戦闘には参加しなかったものの、恐怖に駆られた金の領民は開封とその周辺に逃れ、人口の流入によって金に食糧危機と社会不安をもたらした。
1241年末にオゴデイが没すると、オッチギンはカアンの位を求め、軍隊を率いてオゴデイの皇后たちのオルドに向かった。しかし、皇后のドレゲネに阻まれ、征西から帰国したオゴデイの皇子のグユクがエミルに到着した報告を聞くと帝位を断念し、ドレゲネに弔問に訪れた旨を伝えて軍を引き返す。その後オッチギンは王侯を引率して新たなカアンを選挙するクリルタイ、グユクの即位式に出席した。オゴデイ、それに続くチャガタイの急死に、オッチギンの関与を疑う意見も存在する。
グユクの即位後、オッチギンは先に行った帝位の簒奪について、トルイ家のモンケとジョチ家のオルダから審問を受けた。オッチギンの配下の将校たちを処刑することで裁判は決着し、判決の直後にオッチギンも没した。

## 人物
チンギス・カンから特に愛され、国王の称号を与えられた。チンギス・カンが即位した後に5の千人隊を与えられ、さらに母のホエルンが与えられた3の千人隊を継承し、8の千人隊を有するに至った。モンゴル東方の左翼部の満洲に接する地域に遊牧地を与えられ、ジョチ・カサル、カチウンの子孫ら東方の王侯を統率し、モンゴル貴族や漢人勢力に影響力を持つモンゴル帝国左翼の中心人物となった。チンギス・カンの死後は甥のオゴデイの擁立に協力し、モンゴル帝国の東方を代表する人物としてオゴデイ・カアン、西方地域を統括する甥チャガタイとともにモンゴル帝国の新体制を構築した。
テムゲ・オッチギンは勇気のある性格で、オルドを治めることを好んだという。また、派手好みな性格で、領地に宮殿や園囿を多く造ったと言われている。

## 家族
長男のジブゲンの息子のタガチャルは、クビライの有力重臣になり、元朝設立にも貢献した。子孫は東方三王家（チンギス・カンの弟のジョチ・カサル、カチウン、テムゲ・オッチギンの家系）の一角をなした。しかし、タガチャルの孫のナヤンがカイドゥの反乱に連座し、クビライの親征で処刑された。北元時代初期にはテムゲ・オッチギンの末裔の遼王アジャシュリが明朝に投降したことで、オッチギン・ウルスは泰寧衛の名を与えられて明朝の羈縻衛所の一つとなった。また、15世紀半ばにはオッチギン家当主と見られる遼王ウネ・テムルという人物が活動しているが、このウネ・テムルの後にオッチギン家は断絶してしまった。
- テムゲ・オッチギン（Temüge Odčigin,鉄木哥斡赤斤／تموگه اوتچگين Temūga Ūtchigīn）
  - ジブゲン大王（J̌ibügen,只不干大王／جیبوJībū）
    - タガチャル国王（Taγačar,塔察児国王／طغاچار نویانTaghāchār Nūyān）
      - アジュル大王（Aǰul,阿朮魯大王／اجولAjūl）
        - ナヤン大王（Nayan,乃顔大王／نایانNāyān）
          - 遼王トクトア（Toqto'a,遼王脱脱／توقتا کوونTūqtā Kūwn）
            - 遼王ヤナシュリ（Yanaširi,遼王牙納失里）
              - 遼王アジャシュリ（Aǰaširi,遼王阿札失里）

      - 寿王ナイマダイ（Naimantai,寿王乃蛮台／نایمتایNāīmatāī）

## 初期オッチギン・ウルスの5千人隊長
- メルキト部のクチュ(Küčü ＞曲出,qūchū)
- ベスト部のココチュ(Kököčü ＞闊闊出,kuòkuòchū)
- ジャジラト部のジュスク(J̌usuγ ＞種索,zhŏngsuŏ)
- 出身部族不明のコルコスン(Qorqosun ＞豁児豁孫,huōérhuōsūn)
- オロナウル部の千人隊長